# Massacre de Merkaz Harav
Le massacre de Merkaz Harav, également appelé attentat de Merkaz Harav, est un massacre perpétré par un Arabe israélien dans la yeschiva Merkaz Harav, une école confessionnelle de Jérusalem, le 6 mars 2008. Le tireur isolé, après s'être introduit dans la bibliothèque avec un fusil d'assaut, y fait feu, tuant 8 étudiants et en blessant 10, avant d'être abattu.

## Déroulement
Dans la nuit du 6 mars 2008, alors que la yeschiva Merkaz Harav accueille des étudiants du Lycee-Yechiva « latsei'irim » (pour les jeunes ; ישל"צ, ישיבת ירושלים לצעירים) pour célébrer la néoménie d'Adar beth au cours de laquelle a lieu la fête de Pourim, un Arabe israélien palestinien s'introduit dans la yechiva avec une arme automatique et fait feu dans la bibliothèque, tuant huit étudiants âgés de quinze à dix-huit ans, et en blessant quarante autres, dont trois dans un état critique. Il est abattu par un détachement des forces de défense israéliennes, et  par le rabbin Yitzhak Dadoun, présent sur place, disposant du port d'arme à titre permanent en tant qu'officier de réserve et membre de l’un des instituts de recherches de la yeschiva. Celui-ci affirme que le tireur était armé d'un fusil d'assaut Kalashnikov.
Un autre témoin dit à la télévision israélienne avoir entendu des tirs isolés et de fusil d'assaut de l'intérieur du bâtiment pendant au moins 10 minutes. L'un des directeurs de la yeschiva, David Simhon, déclare sur la chaîne de télévision Aroutz 2 qu'au départ, les coups de feu n'ont inquiété personne, les gens pensant qu'il s'agissait de pétards en l’honneur de la fête.

## Réactions
Des membres de services de sécurité  révèlent que le tireur, Ala al-Din Hashem Abou Dhaim, un Arabe israélien de Jérusalem-Est, membre d'une cellule du Hamas de Jabel Moukhaber, village jouxtant le sud-est de Jérusalem,, avait anciennement travaillé à la yeschiva comme chauffeur.
Le Hamas accueille l'attaque avec satisfaction : « Nous bénissons l'opération. Elle ne sera pas la dernière ». Il est rapporté que des Palestiniens ont tiré en l'air et distribué des bonbons pour célébrer l'attaque, accueillie comme une « réaction naturelle » à l'offensive israélienne dans la bande de Gaza. La sœur du tireur déclare à la presse que son frère a fortement réagi à l'offensive. Par ailleurs, la chaîne télévisée du Hezbollah, Al-Manar, interrompt ses programmes habituels pour acclamer les attaques, révélant qu'elles avaient été revendiquées par un nouveau groupe, les « Kataëb Ahrar el-Jalil » (Brigades des hommes libres de la Galilée - Martyrs d'Imad Mughniyeh), ce qui suggère que l'attaque surviendrait à la suite de son assassinat, auquel Israël serait mêlé, ce que l'État dément.
En revanche, le président palestinien Mahmoud Abbas condamne rapidement l'attaque, aux côtés des États-Unis, du Royaume-Uni, de la France, et d'autres, qui y voient une attaque directe contre le processus de paix dans la région,,,. Cependant, le Conseil de sécurité de l'ONU, réuni en urgence, n'a pu s'entendre sur un texte la condamnant, en raison de l'opposition de la Libye, qui souhaiterait une condamnation conjointe d'Israël. Le secrétaire général de l'ONU, Ban Ki-moon, a personnellement condamné l'attaque.
Selon les premiers éléments de l'enquête menée conjointement par la police et le Shabak, au cours de laquelle huit personnes ont été arrêtées pour interrogatoire, il s'agit d'un acte prémédité, bien que la police n'ait eu aucune information sur une possibilité d'attentat.